# Скварява

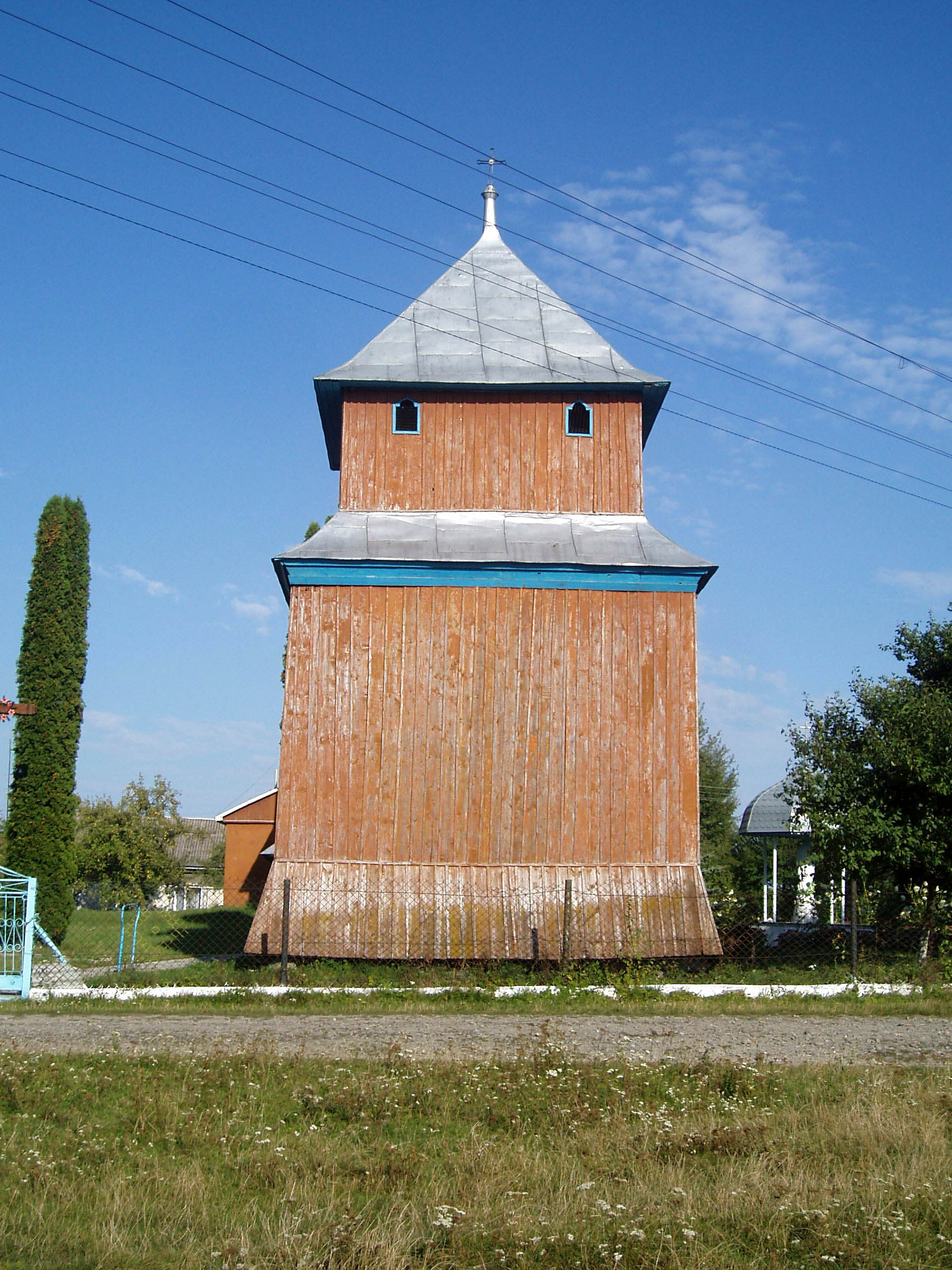
Дзвіниця церкви святого Юра

Скваря́ва — село в Україні, у Золочівському районі Львівської області, на річці Золочівка, за 15 км на північний захід від райцентру, при шляху Красне — Золочів, що проходить автошляхом місцевого значення.
До 2020 року село було центром Скварявської сільської ради, якій підпорядковані села Скварява, Стадня, нині входить до складу Золочівської міської громади. Населення становить 1010 осіб.

## Географія
Скварява межує з селами: на сході з Гончарівкою, на південному заході з Бужком на північному заході з Княжим, на північному заході з Острівчиком-Пильним та на заході зі Стаднею та Бортковим.
На півночі села протікає річка Золочівка, яка впадає у р. Західний Буг. Саме тут розкинулися багаті різнотрав'ям сінокоси.

### Урочища
Урочища навколо Скваряви мають назви: Центр, Луг, Беньків, Озеро, Поляки, Кут, Долина.

## Населення

### Мова
Розподіл населення за рідною мовою за даними перепису 2001 року:
| Мова       | Відсоток |
| ---------- | -------- |
| українська | 99,91%   |
| російська  | 0,09%    |

## Топоніми
У найдавніших згадках село було під назвою «Шкварява». Назва походить від слова «шкварити» — бити, бігти. Якщо пов'язати це із географічним положенням та природними умовами села, цілком можлива ця гіпотеза. Є й інша думка про саму назву села — ніби воно було розташоване по ту сторону залізниці, а на північний схід від нього були болота — «скважина»[джерело?].

## Мікротопоніми
- Розоволя (пол. Rożowola, Rożwoli)[7].

### Урбаноніми
У Скваряві нараховується 15 вулиць:
- Бічна Шевченка
- Верхня Польна
- Грушевського
- Зарічна
- Коротка
- Мазепи
- Медова
- Над Лугом
- Нова
- Січових Стрільців
- Сонячна
- Центральна
- Шашкевича
- Шевченка
- Шкільна

## Історія
Найдавніша письмова згадка про село Скварява датується 1368 роком і засвідчує, що село було власністю короля.
Від XV століття землі Червоної Русі (така була назва галицьких земель) все більше заселялись. Множились дороги, на яких з'являлися чумаки, купці з Литви і Волині, що їхали в Прикарпаття, до коломийських та долинянських шахт. Одна з доріг, що йшла зі Львова через Глиняни на Волинь через Золочів проходила біля Скваряви. Від цього і походить назва одного із урочищ — Підільвівське.
Через наші землі проходив шлях не тільки економічних зв'язків, а й постійних навал татарських орд на Львів і далі на захід, напади яких відбувалися досить часто. А звідси і назва «Шквавева».
З історії Галицько-Волинського князівства, самого сильного при Данилові Романовичу, після його смерті та міжусобних війн його наступників у 1340 році воно розпалось, а вже в 1349 році польське військо оволоділо Львовом та й нашими землями. Було за короля Казимира III Великого. Полонізація провадилася в Західній Україні дуже швидко. Край було поділено на воєводства. Король роздавав землі польським і спольщеним українським панам. На ці землі переносилися кріпосницькі порядки, поширені в Польщі: селяни втрачали право самостійно розпоряджатися своїм майном, прикріплені до свого помешкання й пана.
У 1649 році польські пани і підпанки посилили тиск на підданих селян, які змушені були прийняти присягу, що всі борги перед панами будуть погашені, а в даний час не можуть їх сплатити в зв'язку із спустошенням села. Про це свідчить документ з архіву. У 1650 році польський король Ян Казимир подарував село Скваряву Стефанові Чарнецькому.
На початку жовтня 1673 року під Скварявою знаходився табір коронного війська. 9 жовтня 1673 року відбулась урочиста церемонії привітання короля Міхала Корибута Вишневецького, потім була військова рада.
У 1684 році король Ян III Собеський своєю грамотою затвердив легітимність отця Михайла і його нащадків у посіданні «попівства» у Скваряві, де була дерев'яна церква від XVIII століття. Нині діюча дерев'яна греко-католицька церква святого Юрія була побудована в 1805 році, а відновлена в 1859 році.
Найкращі земельні наділи, які складалися з орних земель — 492; луків і городів — 78; пасовищ — 146; лісу — 47 моргів та належали пану і чиновникам. Всі інші землі, які складалися з орних земель — 1659; луків і городів — 686; пасовищ — 194, найімовірніше належали місцевим заможним селянам. Як свідчать журнали обліку та плани земельних ділянок з Йосифинської та Францисканської метрик, що зберігаються в історичному архіві, жителі села мали в своєму розпорядженні 3—5 моргів орної землі, від пів до одного моргу лук і сіножатей (пасовищ), городи. Все це по прізвищах чітко розписано, розбито по окремих полях і вказано що і де засіяно.
У цей час широким попитом користувалася риба на ринку у Львові та Золочеві. У зв'язку з тим будувалися ставки та озера, в яких розводили рибу, в основному пан та заможні селяни.
Від 1858 року в селі діяла однокласна школа з руською (українською) мовою викладання.
У 1880 році у селі налічувалося 307 будинків, у яких мешкала 1901 особа та 6 будинків, у яких мешкало 66 осіб — на хуторі.
Поділ місцевого населення за віросповіданням був наступним:
- римо-католики — 399 осіб (парафія у Білому Камені);
- греко-католики — 1521 особа (місцева парафія, належала до Золочівського деканату);
- юдеї — 44 особи;
- інші — 3 особи.

Поділ місцевого населення за національною приналежністю був наступним:
- поляки — 956 осіб;
- русини (українці) — 1004 особи;
- інші — 6 осіб.

У 1890 році в селі працювали кредитна каса з капіталом 198 злотих римських та водяний млин з двома жорнами, трохи пізніше з'явилася ґуральня.
У часи ІІ Речі Посполитої Скварява була центром сільської гміни, яка входила до складу Золочівського повіту Тарнопольського воєводства.
У 1920—1930 роках за сприяння тодішнього пароха Білого Каменя о. Вільгельма Влодарчика у Скваряві збудований костел.
Недалеко від села є криничка, яку називають криницею Нечая — споборника Б. Хмельницького.
На південь від села проходив старовинний «Глинянський тракт».
Події, що відбувалися в селі у 1944—1946 років, лягли в основу історичного документального фільму «УПА. Галицькі месники».
У селі є середня школа, яка зробила перший випуск у 1947 році.
У 1950-1960 роках, недалеко від села видобували торф, яким опалювали не тільки село Скваряву, а й навколишні села. Зараз тут виготовляють торфокрошку для торфокомпостів, а на місці видобування торфу утворилися кар'єри, заповнені водою, в яких розводили рибу.
У 1952 році на свято Благовіщення Пресвятої Богородиці священик Рафал Керницький висповідав всіх мешканців Скваряви — орієнтовно 410 осіб, що зайняло йому цілий день.

## Народилися
- Дупелич Клим Семенович (псевдо: «Павленко»; 1915 — 13.03.1946, с. Боложинів). Народився у селянській родині. Освіта — 5 класів народної школи. Симпатик ОУН. У 1938 році призваний до польського війська. У вересні 1939 року, під час німецько-польської війни, потрапив у німецький полон, звідки звільнився у 1942 році та повернувся додому. Комендант будівельного батальйону «Бавдінст» у Бродах. В УПА з 1943 року — командир 3-ї чоти сотні УПА «Дружинники І» (літо 1944 — 08.1945), командир сотні УПА «Витязі» (09.1945-03.1946). Старший вістун, старший булавний (1.01.1946), поручник (22.01.1946); відзначений Срібним хрестом бойової заслуги ІІ класу (15.02.1946)[11].
- Браницький Мирон Олексійович (псевдо: «Буря»; 19.04.1919 – 25.02.1949, с. Гутисько-Тур'янське Буського р-ну Львівської обл.). Народився у селянській родині. Освіта — неповна середня. Член ОУН з 1938 року. Службовець української поліції та інструктор поліційної школи у Львові (12.12.1942—18.01.1944). В УПА від 18.01.1944 року Командир чоти сотні УПА «Дружинники» (1945), командир сотні УПА «Дружинники» («Сурмачі»; 11.1945-1946), командир ТВ «Яструб» ВО 2 «Буг» (1946), організаційний референт Золочівського окружного проводу ОУН (осінь 1947 — 09.1948), керівник Бродівського надрайонного проводу ОУН (09.1948-02.1949). Загинув через зраду в оточеній емгебівцями хаті разом із своїми охоронцями. Не бажаючи здаватися живим в руки ворога, застрелився. Старший вістун, старший булавний (1.01.1946), поручник (22.01.1946); відзначений Бронзовим хрестом бойової заслуги (5.09.1946) і Похвалою в Наказі ВО 2 «Буг» (4.05.1946)[11].

## Транспорт

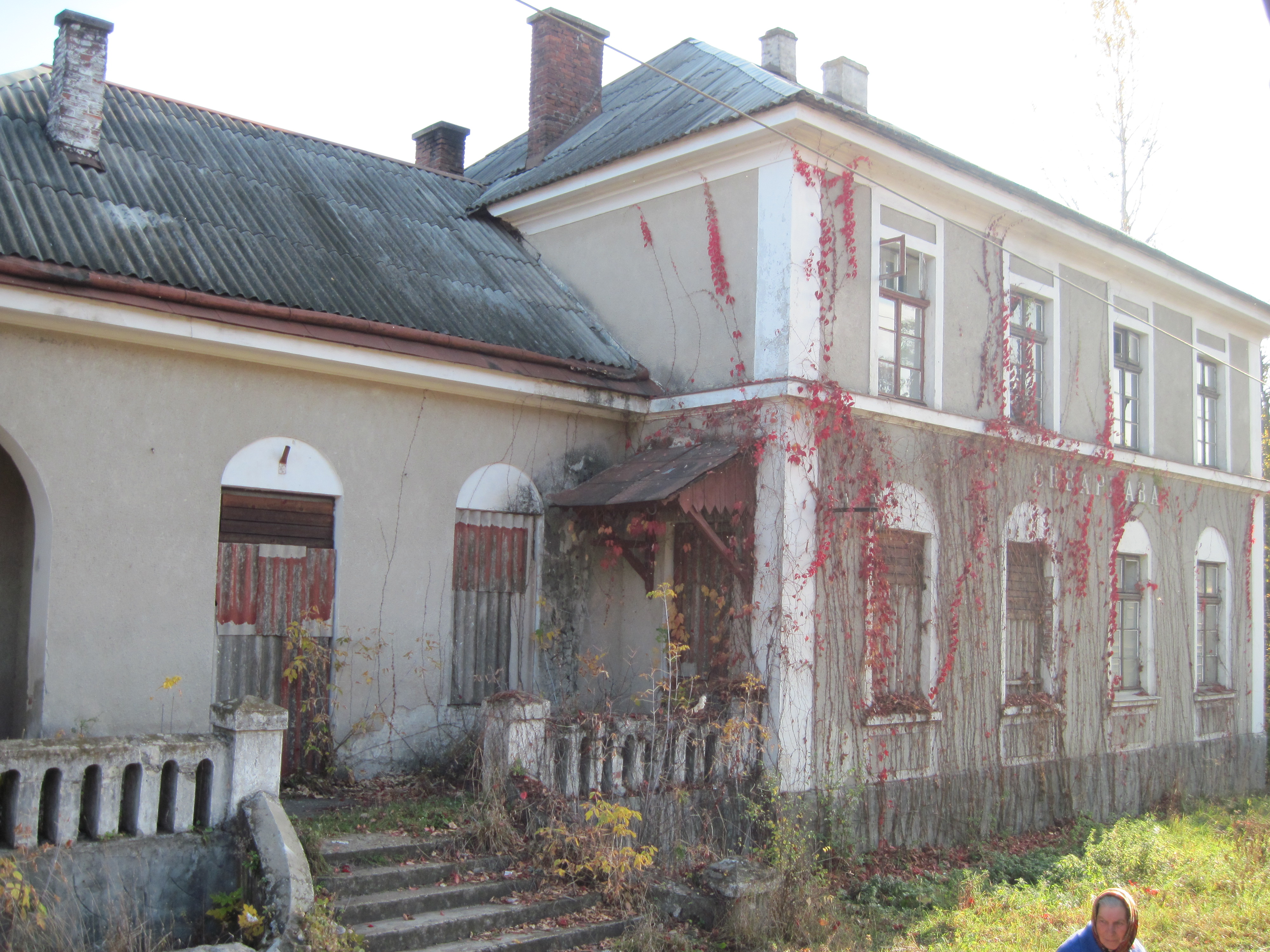
Станція Скваржава

Село має добре залізничне сполучення зі Львовом та Тернополем, тут, на зупинному пункті Скваржава зупиняються електропотяги, що курсують між цими містами.